# 穆沙河
穆沙河是東歐的河流，流經立陶宛北部和拉脫維亞南部，河道全長164公里，流域面積5,318平方公里，發源自扎加雷以南16公里，河水受與農業有關的磷化合物和氮化合物污染。
55°18′N 24°51′E / 55.300°N 24.850°E